# Aghireșu
Aghireșu (veraltet Aghireș; deutsch Erldorf, ungarisch Egeres) ist eine Gemeinde im Kreis Cluj in der Region Siebenbürgen in Rumänien.
Aghireșu ist auch unter den rumänischen veralteten Bezeichnungen Aghireșul und Gara Șorecani und den ungarischen Kalotaszeg und Nádas-mente bekannt.

## Geographische Lage

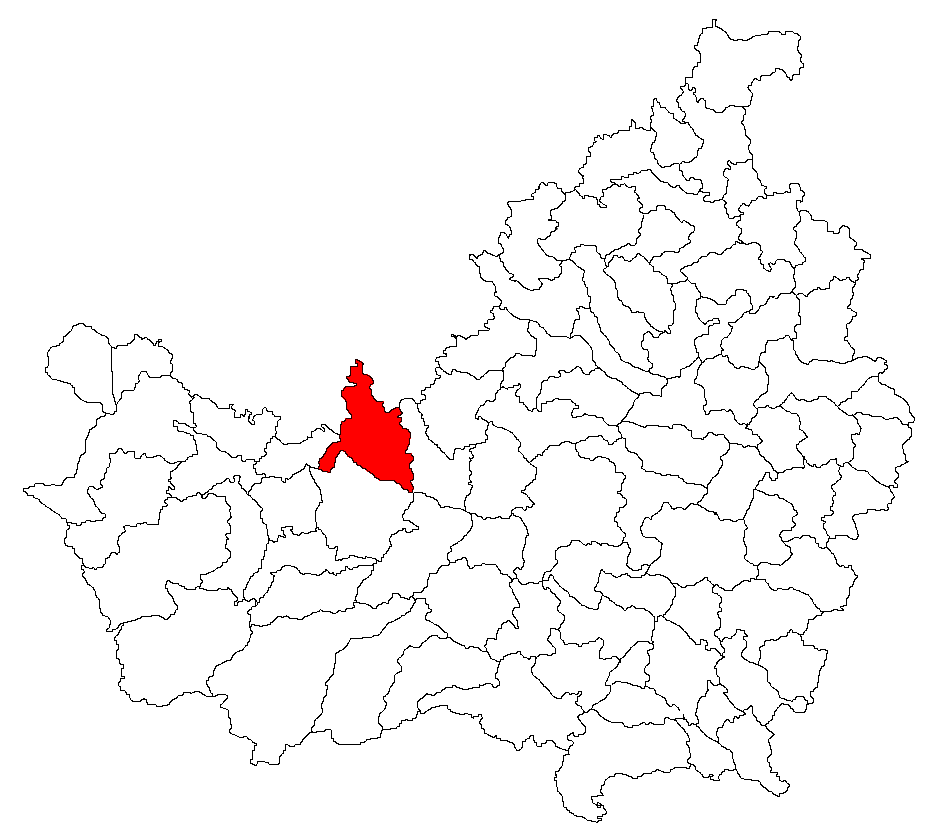
Lage der Gemeinde Aghireșu im Kreis Cluj

Die Gemeinde Aghireșu befindet sich im Westen des Siebenbürgischen Beckens, westlich der Klausenburger Berge. Im historischen Klausenburger Komitat am Bach Nadăș – einem linken Zufluss des Someșul Mic (Kleiner Somesch) –, der Bahnstrecke Oradea–Cluj Napoca und der Kreisstraße (drum județean) DJ 108C gelegen, befindet sich der Ort 27 Kilometer östlich der Kleinstadt Huedin; die Kreishauptstadt Cluj (Klausenburg) liegt etwa 30 Kilometer südöstlich von Aghireșu entfernt.
Auf einer Fläche von 9945 Hektar befinden sich die zehn eingemeindeten Dörfer, die zum größten Teil auf geschotterten Verbindungsstraßen zu erreichen sind, 2,5–15 Kilometer vom Gemeindezentrum entfernt. Auf dem Areal des Dorfes Aghireșu befinden sich zwei stillgelegte Bergwerke mit einem Lüftungsschacht und unterirdischen Stollen. 69 % der Gemeindefläche wird landwirtschaftlich genutzt. Wegen häufiger Erdrutsche in der Region haben 80 % der Häuser Risse in den Mauern. Am meisten sind die nördlich von Aghireșu gelegenen, eingemeindeten Dörfer Dâncu (ungarisch Dank) und Ticu-Colonie (Ferencbánya) betroffen.

## Geschichte
Der Ort Aghireșu wurde erstmals 1263 urkundlich erwähnt, war ein ungarisches Dorf und gehörte zu Mănăștur (Abtsdorf). Aufgrund archäologischer Funde nordwestlich von Aghireșu, in einem von den Einheimischen Valea Capronţa (Kaproncavölgy) genannten Tal, ist nach Angaben von K. Torma die Geschichte der Besiedlung der Region jedoch bis in die Römerzeit zurückzudatieren.
Ende des 18. Jahrhunderts wurde auf dem Areal des Dorfes Aghireșu – damals unter der Bezeichnung Șorecani – sowie bei den eingemeindeten Dörfern Ticu (Hochbrunn) und Băgara (Bogártelke) Kohle gefunden. 1850 eröffnete das erste Kohlebergwerk; ab 1878 wurde die Förderung intensiviert. Nach mehreren Eigentümerwechseln in kurzer Zeit stieg die geförderte Menge von 2931 Tonnen 1903 innerhalb von sechs Jahren auf 35.829 Tonnen Kohle; der Höhepunkt der Förderung wurde 1927 mit 92.492 Tonnen erreicht. Ab 1948 waren die Gruben unter staatlicher Verwaltung; die Kohle wurde bis 1970/71 gefördert, die Bergwerke danach geschlossen.
Ende des 19. Jahrhunderts wurde auf dem Areal des eingemeindeten Dorfes Leghia (Tannendorf) Gips- und Kalkstein gefördert (⦁). 1880 eröffnete T. Krammer die erste Gipsfabrik in Aghireșu-Fabrici; die heutige wurde 1911 eröffnet.

## Bevölkerung
Bei der Volkszählung 1850 lebten auf dem Gebiet der heutigen Gemeinde 3621 Menschen. 1292 davon waren Rumänen, 2115 Ungarn, drei Deutsche, 146 Roma und 56 andere. Die höchste Einwohnerzahl (9075) – und gleichzeitig die der Rumänen (4698) – wurde 1977 erreicht. Die höchste Anzahl der Ungarn (4832) wurde 1941, die der Deutschen (48) 1890 und die der Roma (344) 1992 ermittelt. Darüber hinaus bezeichneten sich bei fast jeder Aufnahme einige Einwohner als Ukrainer (bis zu vier), Serben (bis zu drei) und Slowaken (32 im Jahr 1930). 2002 lebten in der Gemeinde Aghireșu 7120 Menschen, davon waren 3934 Rumänen, 2908 Ungarn, 272 Roma, vier Ukrainer und zwei Deutsche.
Die Gemeinde ist offiziell zweisprachig. Rumänisch und Ungarisch werden in öffentlicher Beschilderung, Bildung, Justiz und öffentlicher Verwaltung verwendet.

## Sehenswürdigkeiten
- Die Ruine des Bocskai-Schlosses (1571).[4]
- Die katholische Kirche, im 13. Jahrhundert errichtet und im 16. umgebaut; im Schiff befindet sich der Grabstein von Gábor Bocskai (1616).[5]
- Die Laguna Albastră ([⊙] „Blaue Lagune“); ein See etwa 4,5 Kilometer (Luftlinie) nordöstlich von Aghireșu entfernt, sowie mehrere Seen, entstanden durch Quarzsand- und Kaolinförderung.[4]
- Die Holzkirche Sf. Arhangheli Mihail și Gavriil (1780) aus dem Dorf Văleni (Gemeinde Călățele) wurde in Aghireșu aufgestellt.[9]
- Die Holzkirche Nașterea Maicii Domnului (1885) aus dem Dorf Dumbrava (Gemeinde Căpușu Mare) wurde in dem eingemeindeten Dorf Aghireșu-Fabrici (ung. Egeres-gyártelep) aufgestellt.[10]
- Die Holzkirche Sf. Arhangheli, 1641 errichtet, im eingemeindeten Dorf Ticu.[11]
- Die Holzkirche Sf. Varvara (ca. 1735) aus dem Dorf Tămașa (Gemeinde Cuzăplac, Kr. Sălaj) wurde 1935 im eingemeindeten Dorf Ticu-Colonie aufgestellt. In der Kirche sind Wandmalereien von 1775 zu sehen.[12]